# Исфайрам (село)
Исфайрам (кирг. Исфайрам) — село в Кадамжайском районе Баткенской области Кыргызстана. Входит в состав айылного аймака Майдан.

## География
Село расположено в восточной части области, на берегу канала имени XVII Партсъезда, вблизи государственной границы с Узбекистаном, на расстоянии приблизительно 22 километров (по прямой) к северо-востоку от города Кадамжай, административного центра района.

## Население
Согласно оценочным данным Национального статистического комитета Кыргызской Республики, численность населения села на начало 2023 года составляла 1038 человек.
| год     | 2009 | 2014 | 2015 | 2020 | 2021 | 2023 |
| ------- | ---- | ---- | ---- | ---- | ---- | ---- |
| человек | 601  | 759  | 752  | 925  | 926  | 1038 |